# Hymenophyllum valvatum
Hymenophyllum valvatum là một loài thực vật có mạch trong họ Hymenophyllaceae. Loài này được Hook. & Grev. miêu tả khoa học đầu tiên năm 1831.